# Wolfgang Hasselmann
Wolfgang Hasselmann (* 22. Februar 1924 in Stralsund; † 14. März 2008 in Dietersheim) war ein deutscher Pilot, Architekt, Numismatiker und Publizist, der in zahlreichen Fachschriften insbesondere zu Wertmarken schrieb.

## Leben
Wolfgang Hasselmann kam während des Zweiten Weltkriegs im Alter von 17 Jahren zur Luftwaffe. Nachdem er sämtliche Flugscheine erworben hatte, wurde er zuletzt als Testpilot für Strahlflugzeuge eingesetzt.
In der Nachkriegszeit ging Hasselmann nach München und studierte an der Ludwig-Maximilians-Universität Architektur, später spezialisierte er sich auf Messebau- und Messegestaltung. Ab den 1950er Jahren verantwortete er im Auftrag der Bundesregierung die Gestaltung der deutschen Ausstellungs-Pavillons auf Messen in zahlreichen Ländern der Welt. 1976 publizierte er eine Jubiläumsschrift zum 30-jährigen Bestehen des IMAG (Internationaler Messe- und Ausstellungsdienst) mit Sitz in München. Rund um die Messen und Ausstellungen lernte er viele Kulturen und Währungen anderer Länder kennen und begann den Aufbau einer eigenen Sammlung von Münzen, wobei er sich später auf das Spezialgebiet der Wertmarken konzentrierte.

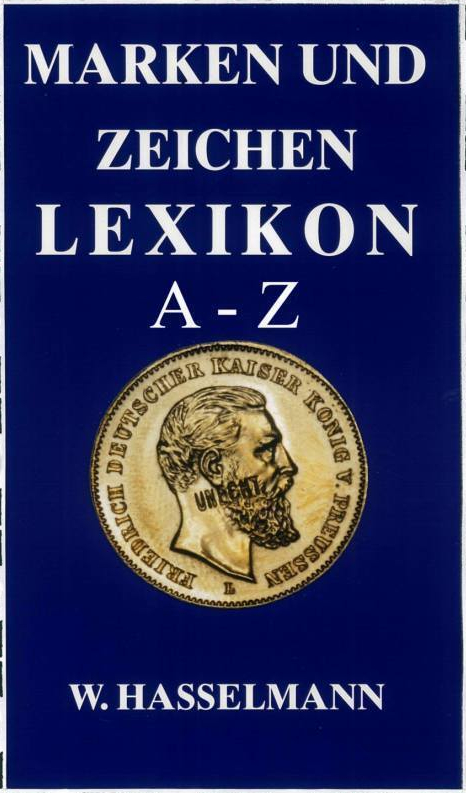
Marken und Zeichen Lexikon A-Z;
Deckblatt (Ausschnitt) der CD-Schutzhülle von 2007

Hasselmann, der in Dietersheim wohnte und beinahe täglich zu seinem Büro an der Theatinerstraße in der Münchner Innenstadt fuhr - „Arbeitsbeginn [...] pünktlich um 5.00 Uhr“ morgens - schuf neben dort ein Standardwerk, das Lexikon zu Marken und Zeichen mit mehr als 1900 Seiten und mehr als 200 farbigen Bildtafeln: Seine Beschreibungen von Konsum-Marken, privaten Notmünzen und insbesondere Marken und Zeichen der Städte Berlin und München entwickelten sich in der Folge zu vielzitierten Vorlagen auf dem Sammlermarkt.
Daneben schuf Hasselmann zahlreiche, in hochwertigen Kopierverfahren hergestellte numismatische Publikationen, die er teils in Auflagen von nur 10 bis 20 Exemplaren selbst druckte, in Hardcover-Bänden verarbeitete und herausgab.
Wolfgang Hasselmann starb im Alter von 84 Jahren. Seine Urne wurde vom Krematorium auf dem Münchner Ostfriedhof aus beigesetzt.

## Schriften (Auswahl)
- Festschrift 30 Jahre IMAG, 1821–1851. Maerkte und Expositionen in aller Herren Laender, München, Theatinerstraße 42: W. Hasselmann [Selbstverlag], [1976]
- Die Consumverein-Werthmarke. Katalog zum Datieren und Bewerten der Deutschen Consumvereins-Werthmarken für den Zeitraum von 1850 - 1905, Münster: Numismatischer Verlag der Münzenhandlung Dombrowski, 1981, ISBN 978-3-921507-04-9 und ISBN 3-921507-04-9
- Die privaten Notmünzen. Nichtamtliche Ausgaben von 1916–1922, Hamburg: Rosenberg, 1985, ISBN 978-3-923941-02-5 und ISBN 3-923941-02-1
- Berlin, Marken und Zeichen, München: Battenberg, 1987, ISBN 978-3-87045-968-0 und ISBN 3-87045-968-9; Inhaltsverzeichnis
- Die König-Ludwigs-Feier. Centenarfeier der Stadt München zum 100. Geburtstag König Ludwigs I. von Bayern; aus der Sammlung von Wolfgang Hasselmann, Nachdruck der 1888 in München erschienenen Ausgabe unter dem Titel Fest-Programm während der Tage vom 29. bis 31. Juli 1888 in München, mit einer Einführung von Richard Bauer, München: Süddeutscher Verlag, 1986, ISBN 3-7991-6297-6; Inhaltsangabe
- München – Marken und Zeichen, Gütersloh: Münzhandel und Verlag Strothotte, 1998, ISBN 978-3-9804467-4-7 und ISBN 3-9804467-4-3; Inhaltsverzeichnis
- Die privaten deutschen Notmünzen. Katalog der privaten Ausgaben 1916–1921 (= Kataloge zu den deutschen Notmünzen, Bd. 3), Regenstauf: Gietl, 2000, ISBN 978-3-924861-39-1 und ISBN 3-924861-39-0
- Die Notmünzen der deutschen Städte, Gemeinden, Kreise, Länder etc.,
  - Bd. 1: Standardkatalog der amtlichen Ausgaben 1916–1921, neu bearbeitet und erweitert von Wolfgang Hasselmann (= Kataloge zu den deutschen Notmünzen, Bd. 1), 7. Auflage, Regenstauf: Gietl, 2000, ISBN 978-3-924861-40-7 und ISBN 3-924861-40-4
  - Bd. 3: Die privaten deutschen Notmünzen. Katalog der privaten Ausgaben 1916–1921, 2000, ISBN 3-924861-39-0
- Wolfgang Hasselmann (Hrsg.), Johanna Schwegerle, Philomena Schwegerle (Mitarb.): Ein Werksverzeichnis von Professor Hans Schwegerle,
  - Band 1: Hans Schwegerle – Medaillen und Plaketten, Regenstauf: Gietl, 2000, ISBN 978-3-924861-42-1 und ISBN 3-924861-42-0; Inhaltsverzeichnis
- Beschreibung der Deutschen Majoratsherrschaften, Domänen, Dominien (Rittergüter) und Landgüter, die Marken und Zeichen prägen ließen, München 1999
- Marken und Zeichen – Lexikon. A – Z, CD-Rom, Berlin: Bogon, Verlag für Digitale Publikation, 2007, ISBN 978-3-936059-28-1 und ISBN 3-936059-28-4; Inhaltstext